# Oh My God! (film)
Pour les articles homonymes, voir Oh My God.
Pour plus de détails, voir Fiche technique et Distribution.
Oh My God! (Hysteria), ou La Petite Histoire du plaisir au Québec, est une comédie romantique britannique réalisée par Tanya Wexler, sortie en 2011.

## Synopsis
Dans le Londres victorien, le docteur Mortimer Granville, avec l'aide de son ami Edmund St. John-Smythe, invente le vibromasseur comme remède à la prétendue « hystérie féminine ».

## Fiche technique
Sauf indication contraire, les informations mentionnées dans cette section peuvent être confirmées par la base de données cinématographiques IMDb,  présente dans la section « Liens externes ».
- Titre original : Hysteria
- Titre français : Oh My God!
- Titre québécois : La Petite Histoire du plaisir[1]
- Réalisation : Tanya Wexler
- Scénario : Jonah Lisa Dyer et Stephen Dyer, d'après une histoire de Jonah Lisa Dyer, Stephen Dyer et Howard Gensler
- Musique : Christian Henson et Gast Waltzing
- Direction artistique : Bill Crutcher, Keith Slote et James Wakefield
- Décors : Sophie Becher
- Costumes : Nic Ede
- Photographie : Sean Bobbitt
- Montage : Jon Gregory (en)
- Production : Tracey Becker, Judy Cairo et Sarah Curtis
- Sociétés de production : Arte, Beachfront Films, By Alternative Pictures, Chimera Films, Delux Productions, Forthcoming Productions, Informant Media, Lankn Media et WDR
- Sociétés de distribution :  BIM Distribuzione (Italie), Haut et Court (France), Les Films Séville[1] (Canada), Paradiso (Belgique), Praesens-Film (Suisse)
- Budget : 15 000 000 de dollars[2]
- Pays de production :  Royaume-Uni
- Langue originale : anglais
- Format : couleur - 2.35 : 1 (CinemaScope) - 35 mm – Dolby SR DTS
- Genre : comédie romantique et biopic
- Durée : 95 minutes
- Dates de sortie :
  - Canada : 15 septembre 2011 (première mondiale au festival de Toronto) ; 25 mai 2012 (sortie limitée) ; 8 juin 2012 (Québec)[1]
  - France : 14 décembre 2011
  - Belgique : 22 février 2012
  - Royaume-Uni : 21 septembre 2012

## Distribution
- Maggie Gyllenhaal (V. F. : Sylvia Bergé) : Charlotte Dalrymple
- Hugh Dancy (V. F. : Dimitri Rataud) : Mortimer Granville
- Jonathan Pryce (V. F. : Didier Flamand) : docteur Robert Dalrymple, père de Charlotte et d'Emily
- Rupert Everett (V. F. : Thibault de Montalembert) : Edmund St. John-Smythe, richissime ami et protecteur de Mortimer
- Felicity Jones (V. F. : Nastassja Girard) : Emily Dalrymple, fille du docteur et sage sœur de Charlotte
- Ashley Jensen : Fannie, la collaboratrice de Charlotte
- Sheridan Smith : Molly, l'employée délurée des Dalrymple
- Kim Criswell : Mme Castellari, la « patiente » cantatrice italienne
- Gemma Jones : Lady St. John-Smythe
- Anna Chancellor : Mrs Bellamy

Source et légende : Version française (V. F.) sur le site d’AlterEgo (la société de doublage)

## Production
Tracey Becker, la productrice de Beachfront Films, joint la réalisatrice Tanya Wexler avec qui elle parle d'un projet sur l’invention du vibromasseur dans l’Angleterre victorienne. Cette dernière l'accepte sur-le-champ du moment que l’idée la fait rire : « […] je sentais que j’avais un penchant naturel pour ce projet ».
Sur l'histoire imaginée par le couple scénariste confirmé Jonah Lisa et Stephen Dyer en compagnie de Howard Gensler, la réalisatrice souhaite « une nouvelle Audrey Hepburn et un jeune Hugh Grant » pour le besoin du film. Le contrat signé en août 2010, Maggie Gyllenhaal incarne Charlotte Dalrymple, « une énergumène, dont le père est un médecin travaillant sur la guérison des femmes hystériques », et Hugh Dancy endosse les costumes du docteur Mortimer Granville, l'inventeur du vibromasseur.
Jonathan Pryce, quant à lui, s'est déjà engagé depuis le début du projet. Il interprète le docteur Robert Dalrymple, père de Charlotte et d'Emily, sage personnage joué par Felicity Jones. Rupert Everett se transforme en Edmund St John-Smythe, fidèle ami providentiel de Mortimer Granville, qui a une fascination pour les gadgets et l'électricité.
Pour un projet de 15 000 000 de dollars dont près d'un tiers du budget vient des coproductions britannique et luxembourgeoise, Tanya Wexler préfère tourner en Europe plutôt qu'à Hollywood comme l'avaient conseillé d'autres producteurs. Le tournage du film débute en octobre 2010 en commençant par Londres en Angleterre pour cinq semaines avant de se rendre au Luxembourg pour une dernière semaine.
La réalisatrice en fait un film réaliste avec des décors fidèles à l’époque grâce à la cheffe décoratrice Sophie Becher, « pas de zooms, rien de moderne » au point de vue cinématographique au côté du directeur de la photographie Sean Bobbitt.
Oh My God! a été sélectionné au Festival international du film de Toronto en septembre 2011 et au Festival international du film de Rome en octobre 2011.

## Accueil

### Accueil critique
Sur l'agrégateur américain Rotten Tomatoes, le film récolte 59 % d'opinions favorables pour 133 critiques. Sur Metacritic, il obtient une note moyenne de 53⁄100 pour 33 critiques.
En France, le site Allociné propose une note moyenne de 2,5⁄5 à partir de l'interprétation de critiques provenant de 22 titres de presse.